# Nomia capitata
Nomia capitata är en biart som beskrevs av Smith 1875. Nomia capitata ingår i släktet Nomia och familjen vägbin. Inga underarter finns listade i Catalogue of Life.